# Herbert Asbury
Herbert Asbury (* 1. September 1889 in Farmington, Missouri; † 24. Februar 1963 in New York City, New York) war ein US-amerikanischer Journalist und Schriftsteller, der durch seine sozialhistorisch geprägte Kriminalliteratur bekannt wurde. Sein bekanntestes Werk Gangs of New York wurde im Jahr 2002 in Hollywood von Martin Scorsese mit dem Hauptdarsteller Leonardo DiCaprio verfilmt.